# 9927 Tyutchev
9927 Tyutchev è un asteroide della fascia principale. Scoperto nel 1981, presenta un'orbita caratterizzata da un semiasse maggiore pari a 2,2167241 UA e da un'eccentricità di 0,2440242, inclinata di 6,02962° rispetto all'eclittica.